# Saint-Saturnin (Cher)
Pour les articles homonymes, voir Saint-Saturnin.
Saint-Saturnin est une commune française, située dans le département du Cher en région Centre-Val de Loire.

## Géographie
La commune est située à l'extrême sud du département du Cher et fait déjà partie de la région naturelle de la Marche, qui relève du Massif central et non du Bassin parisien. Elle est limitrophe, à l'ouest, du département de l'Indre.

### Hydrographie et relief
L'altitude s'élève régulièrement du nord au sud de la commune, en direction du Magnoux (sur la commune de Préveranges), point culminant du département du Cher et de la région Centre, à 504 m. L'altitude est d'environ 370 m au bourg de Saint-Saturnin.
La commune est traversée par plusieurs ruisseaux :
- le ruisseau de Sept Fonds (nom d'un village sur la commune de Saint-Jeanvrin) prend sa source au nord-ouest, près du village de Montcourtioux ; il coule vers le nord, se mélange avec d'autres ruisseaux, qui alimentent la Sinaise, affluent de l'Arnon et sous-affluent du Cher ;
- le Portefeuille (avec ses affluents de rive droite, le Côtet et l'Augerolle), affluent de l'Arnon, prend sa source à Saint-Saturnin et coule vers le nord ;
- le Jot et, plus au sud, l'Oye, naissent sur la commune, coulent vers l'est et se jettent dans la Joyeuse, qui se jette elle-même dans l'Arnon au niveau de la retenue de Sidiailles ;
- la Taisonne coule d'abord du sud au nord et forme une partie de la limite départementale avec l'Indre ; elle oblique ensuite vers l'ouest et se jette dans l'Indre.

La ligne de partage des eaux entre le bassin du Cher et celui de l'Indre traverse donc la commune. Plusieurs de ces ruisseaux forment par endroits des étangs.
La partie méridionale de la forêt de Maritet se trouve sur Saint-Saturnin, tandis que la partie septentrionale est sur Châteaumeillant. Des espaces boisés se trouvent aussi à la limite orientale de la commune, au-delà de Bagneux (bois de Bombardon). Ces zones boisées couvrent un sol où dominent les grès argileux du Trias.
Le paysage est un paysage de bocage dense ; on constate cependant une régression des « bouchures » (désignation des haies en berrichon) dans certaines zones. Les terres sont consacrées à l'élevage de bovins et d'ovins plus qu'à l'agriculture.

### Climat
Pour des articles plus généraux, voir Climat du Centre-Val de Loire et Climat du Cher.
En 2010, le climat de la commune est de type climat océanique dégradé des plaines du Centre et du Nord, selon une étude du CNRS s'appuyant sur une série de données couvrant la période 1971-2000. En 2020, Météo-France publie une typologie des climats de la France métropolitaine dans laquelle la commune est dans une zone de transition entre le climat océanique altéré et le climat de montagne ou de marges de montagne et est dans la région climatique  Ouest et nord-ouest du Massif Central, caractérisée par une pluviométrie annuelle de 900 à 1 500 mm, maximale en automne et en hiver.
Pour la période 1971-2000, la température annuelle moyenne est de 10,4 °C, avec une amplitude thermique annuelle de 15,6 °C. Le cumul annuel moyen de précipitations est de 898 mm, avec 11,3 jours de précipitations en janvier et 7,5 jours en juillet. Pour la période 1991-2020, la température moyenne annuelle observée sur la station météorologique la plus proche, située sur la commune de Châteaumeillant à 7 km à vol d'oiseau, est de 11,9 °C et le cumul annuel moyen de précipitations est de 799,3 mm,. Pour l'avenir, les paramètres climatiques de la commune estimés pour 2050 selon différents scénarios d'émission de gaz à effet de serre sont consultables sur un site dédié publié par Météo-France en novembre 2022.

### Voies de communication et transports

#### Axes routiers
Les routes de Châteaumeillant à Boussac (Creuse) et de Culan à Sainte-Sévère-sur-Indre se croisent à Saint-Saturnin.

## Urbanisme

### Typologie
Au 1er janvier 2024, Saint-Saturnin est catégorisée commune rurale à habitat très dispersé, selon la nouvelle grille communale de densité à 7 niveaux définie par l'Insee en 2022.
Elle est située hors unité urbaine et hors attraction des villes,.

### Occupation des sols
L'occupation des sols de la commune, telle qu'elle ressort de la base de données européenne d’occupation biophysique des sols Corine Land Cover (CLC), est marquée par l'importance des territoires agricoles (88,5 % en 2018), une proportion identique à celle de 1990 (88,5 %). La répartition détaillée en 2018 est la suivante : 
prairies (56 %), zones agricoles hétérogènes (23,8 %), forêts (10,1 %), terres arables (8,7 %), zones urbanisées (1,4 %).
L'évolution de l’occupation des sols de la commune et de ses infrastructures peut être observée sur les différentes représentations cartographiques du territoire : la carte de Cassini (XVIIIe siècle), la carte d'état-major (1820-1866) et les cartes ou photos aériennes de l'IGN pour la période actuelle (1950 à aujourd'hui).

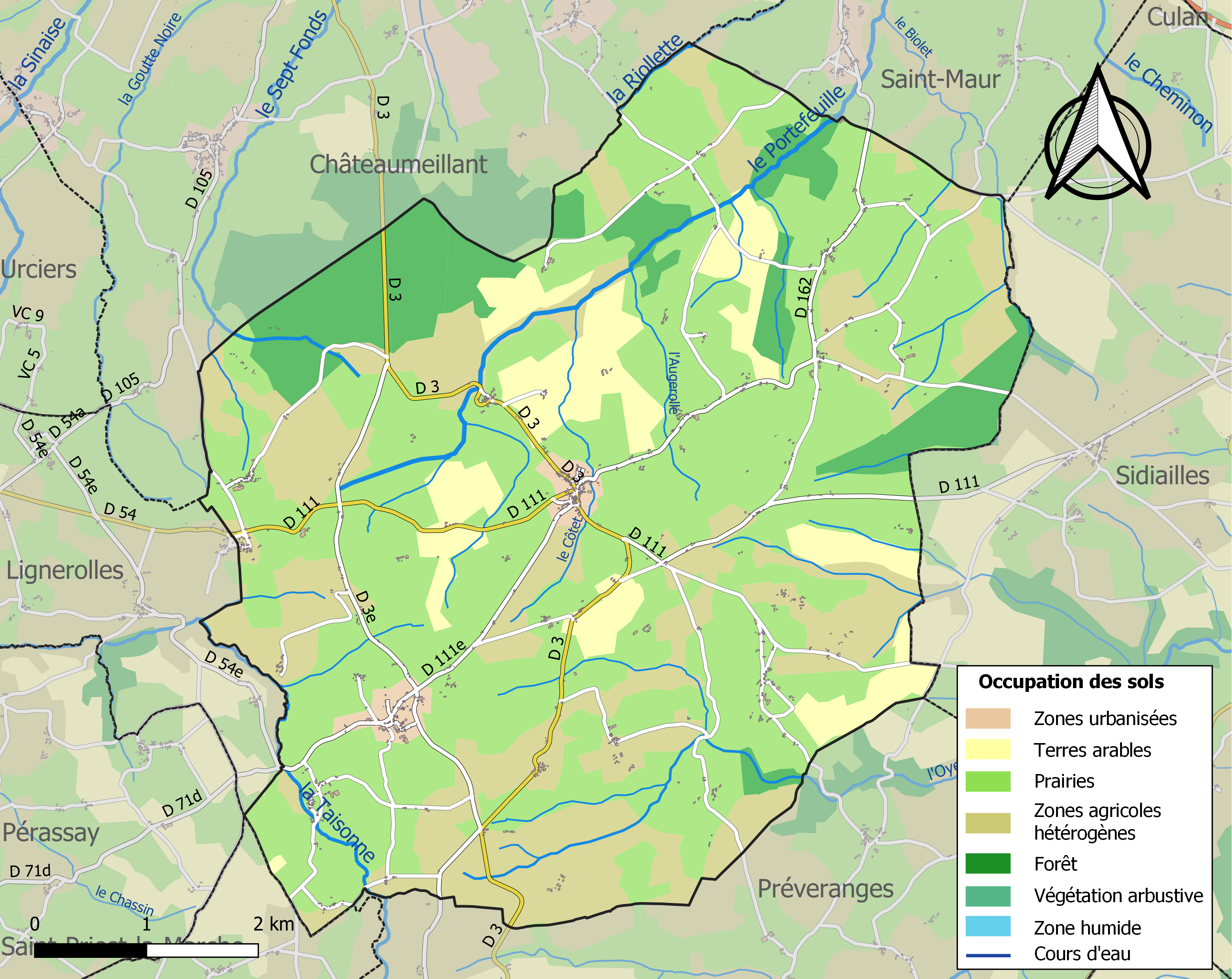
Carte des infrastructures et de l'occupation des sols de la commune en 2018 (CLC).

### Risques majeurs
Le territoire de la commune de Saint-Saturnin est vulnérable à différents aléas naturels : météorologiques (tempête, orage, neige, grand froid, canicule ou sécheresse), mouvements de terrains et séisme (sismicité faible). Il est également exposé à, et à un risque particulier : le risque de radon. Un site publié par le BRGM permet d'évaluer simplement et rapidement les risques d'un bien localisé soit par son adresse soit par le numéro de sa parcelle.

#### Risques naturels

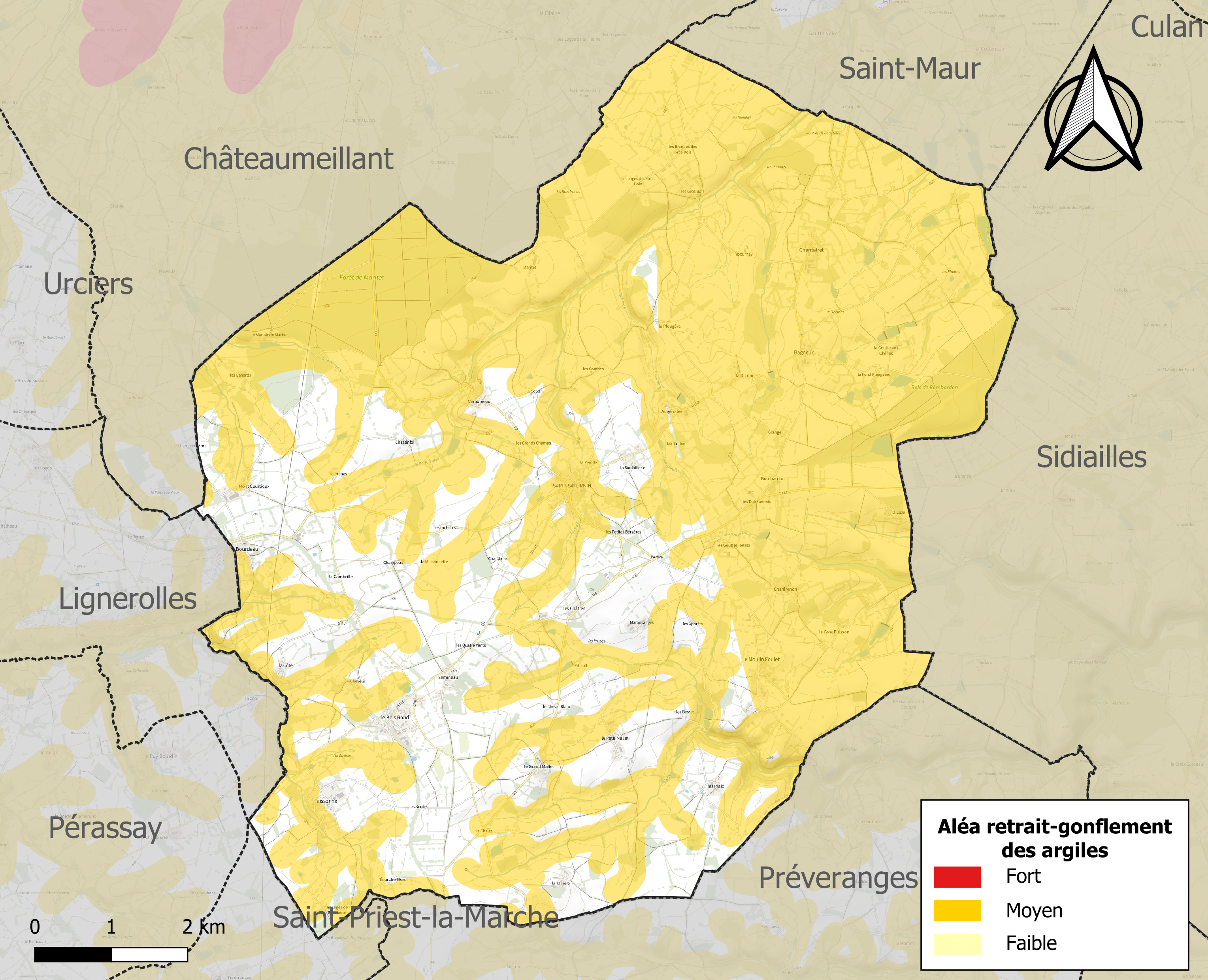
Carte des zones d'aléa retrait-gonflement des sols argileux de Saint-Saturnin.

La commune est vulnérable au risque de mouvements de terrains constitué principalement du retrait-gonflement des sols argileux. Cet aléa est susceptible d'engendrer des dommages importants aux bâtiments en cas d’alternance de périodes de sécheresse et de pluie. 74,8 % de la superficie communale est en aléa moyen ou fort (90 % au niveau départemental et 48,5 % au niveau national). Sur les 479 bâtiments dénombrés sur la commune en 2019, 282 sont en aléa moyen ou fort, soit 59 %, à comparer aux 83 % au niveau départemental et 54 % au niveau national. Une cartographie de l'exposition du territoire national au retrait gonflement des sols argileux est disponible sur le site du BRGM,.
Concernant les mouvements de terrains, la commune a été reconnue en état de catastrophe naturelle au titre des dommages causés par des mouvements de terrain en 1999.

#### Risque particulier
Dans plusieurs parties du territoire national, le radon, accumulé dans certains logements ou autres locaux, peut constituer une source significative d’exposition de la population aux rayonnements ionisants. Toutes les communes du département sont concernées par le risque radon à un niveau plus ou moins élevé. Selon la classification de 2018, la commune de Saint-Saturnin est classée en zone 3, à savoir zone à potentiel radon significatif.

## Toponymie
Le nom de la localité est attesté sous son vocable latin Sanctus Saturninus au XIIIe siècle en 1257, sous les formes Saint-Sornyn en 1429, Sain Sorlin en 1772.
Le toponyme de Sanctus Saturninus rappelle le souvenir de Saturnin de Toulouse.
Au cours de la Révolution française, la commune  prit temporairement le nom de Bombardon qui est le nom d'un de ses villages.

## Histoire
À l'époque gallo-romaine, le terroir de Saint-Saturnin était traversé par un segment de la voie romaine de Poitiers à Clermont-Ferrand par Néris-les-Bains, entre Châteaumeillant et Saint-Maur au nord-ouest et Sidiailles à l'est, ainsi que par une voie qui s'en détachait en direction du sud vers Boussac.
Une enceinte de forme à peu près carrée, de 110 m de côté, avec vallum et porte au milieu de la face orientale, était encore visible au XIXe siècle près du village de Bagneux ; sa datation est incertaine.
La paroisse de Saint-Saturnin appartient pour l'essentiel à la seigneurie, puis comté de Châteaumeillant.
Cette paroisse dépendait à l'origine de l'abbaye de Déols. Lors de sa sécularisation en 1622 elle passa alors à celle du roi.
Une gare de la ligne de Champillet - Urciers à Lavaufranche a fonctionné sur la commune jusqu'en novembre 1954.
Au XIXe siècle, la commune se développe considérablement et la population dépasse les 1 800 habitants à la fin du siècle.

## Politique et administration
| Période                                  | Période   | Identité       | Étiquette | Qualité  |
| ---------------------------------------- | --------- | -------------- | --------- | -------- |
| Les données manquantes sont à compléter. |           |                |           |          |
| à déterminer                             | mars 2001 | René Jupillat  |           |          |
| mars 2001                                | En cours  | Gérard Durand, |           | retraité |

## Démographie
L'évolution du nombre d'habitants est connue à travers les recensements de la population effectués dans la commune depuis 1793. Pour les communes de moins de 10 000 habitants, une enquête de recensement portant sur toute la population est réalisée tous les cinq ans, les populations de référence des années intermédiaires étant quant à elles estimées par interpolation ou extrapolation. Pour la commune, le premier recensement exhaustif entrant dans le cadre du nouveau dispositif a été réalisé en 2007.

En 2022, la commune comptait 440 habitants, en évolution de +4,76 % par rapport à 2016 (Cher : −2,48 %, France hors Mayotte : +2,11 %).
| 1793  | 1800 | 1806 | 1821  | 1831  | 1836  | 1841  | 1846  | 1851  |
| ----- | ---- | ---- | ----- | ----- | ----- | ----- | ----- | ----- |
| 1 095 | 977  | 991  | 1 132 | 1 185 | 1 245 | 1 288 | 1 321 | 1 441 |

| 1856  | 1861  | 1866  | 1872  | 1876  | 1881  | 1886  | 1891  | 1896  |
| ----- | ----- | ----- | ----- | ----- | ----- | ----- | ----- | ----- |
| 1 407 | 1 432 | 1 463 | 1 476 | 1 534 | 1 650 | 1 747 | 1 714 | 1 842 |

| 1901  | 1906  | 1911  | 1921  | 1926  | 1931  | 1936  | 1946  | 1954  |
| ----- | ----- | ----- | ----- | ----- | ----- | ----- | ----- | ----- |
| 1 713 | 1 727 | 1 707 | 1 534 | 1 482 | 1 455 | 1 347 | 1 135 | 1 032 |

| 1962 | 1968 | 1975 | 1982 | 1990 | 1999 | 2006 | 2007 | 2012 |
| ---- | ---- | ---- | ---- | ---- | ---- | ---- | ---- | ---- |
| 931  | 830  | 683  | 605  | 513  | 466  | 433  | 428  | 417  |

| 2017 | 2022 | - | - | - | - | - | - | - |
| ---- | ---- | - | - | - | - | - | - | - |
| 422  | 440  | - | - | - | - | - | - | - |

## Culture locale et patrimoine

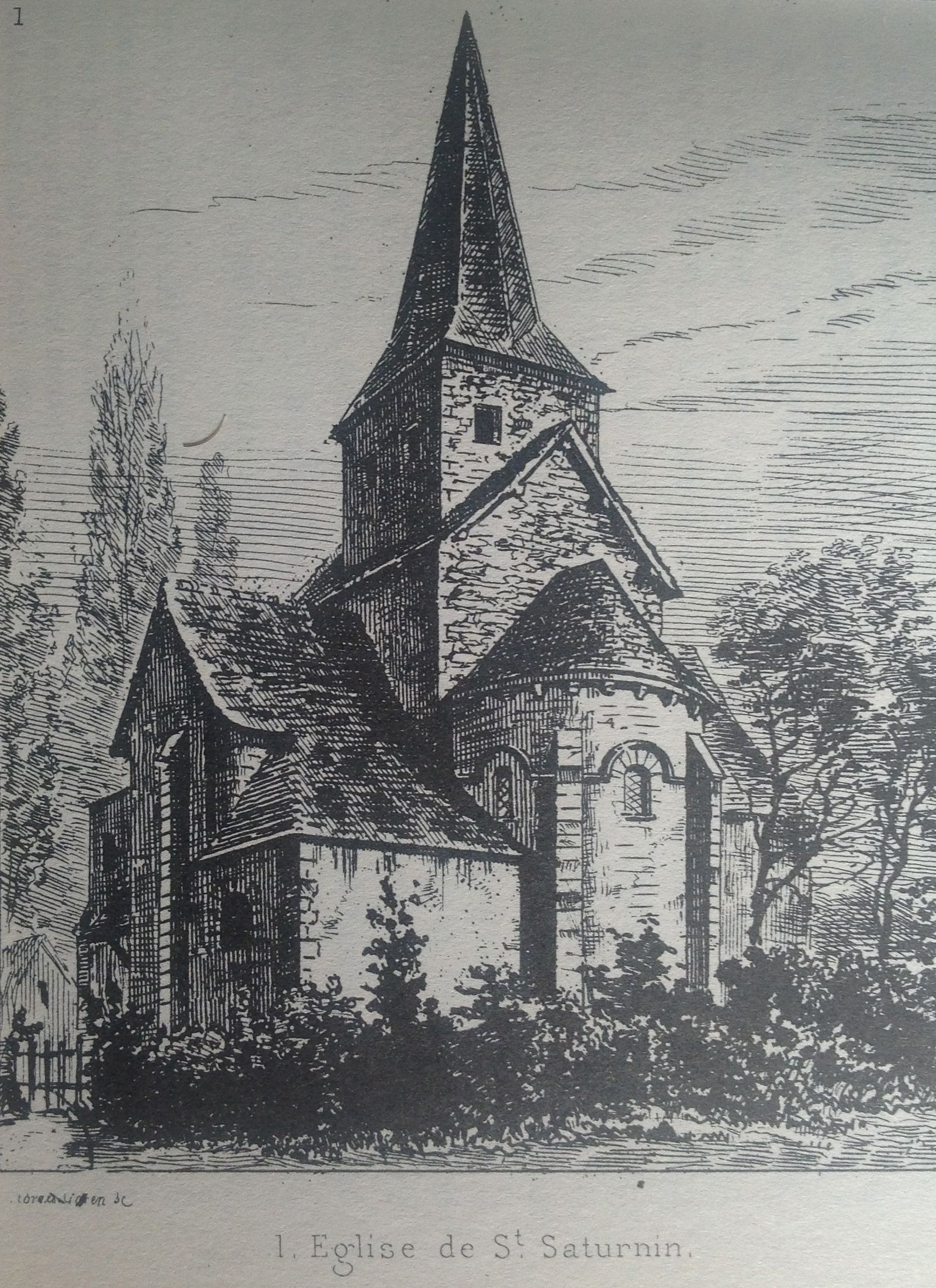
L'église de Saint-Saturnin, dans l'état relevé par Alphonse Buhot de Kersers à la fin du XIXe siècle.

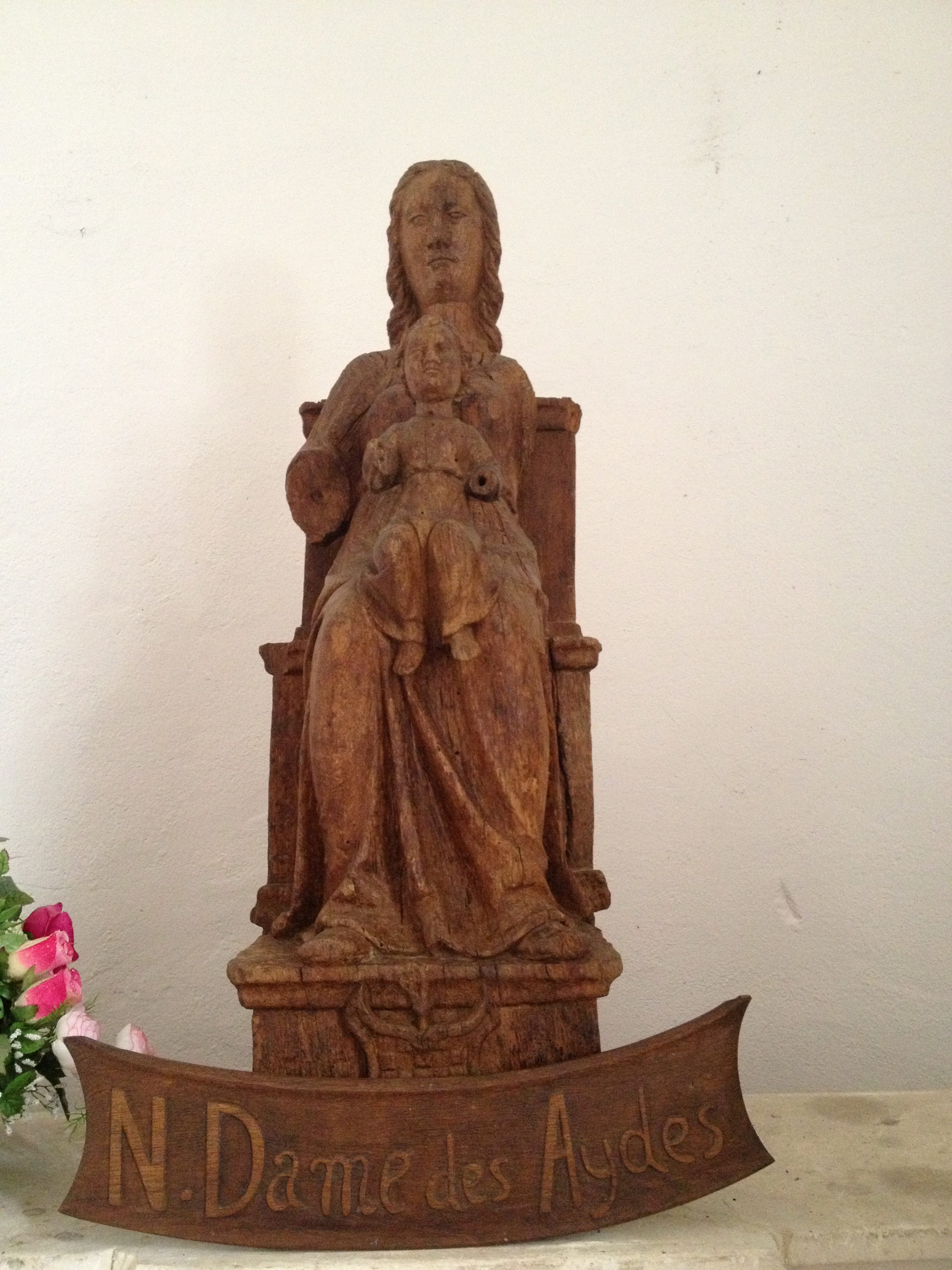
Statue de Notre Dame des Aydes, église de Saint-Saturnin (Cher).

### Lieux et monuments
- Église du XIIe siècle restaurée au XXe siècle[29]. La nef de l'église de Saint-Saturnin est un exemple de l'héritage roman. Elle comporte notamment de larges passages berrichons, ces ouvertures latérales reliant la nef aux côtés du transept et permettent aux fidèles d'accéder aux chapelles latérales sans passer par la croisée du transept[30]. Plusieurs chapiteaux d'origine romane subsistent dans le chœur et dans la chapelle du sud.
- Nostre Dame des Aydes. Le mobilier subsistant de l'église comporte la statue de Nostre Dame des Aydes, conservée sur l'autel de la chapelle du sud. Découverte par Émile Chénon en 1912, cachée dans le clocher de l'église[31]. Cette statue, haute d'un mètre, représente une Vierge à l'Enfant assise, dont les vêtements étaient peints en rouge pour la Vierge et en bleu pour l'enfant ; elle est en partie mutilée. Ce pourrait être une copie d'une statue du XIVe siècle.

Sur le devant, un écu représente les armes de la famille de Forges. Bernardin de Forges, seigneur de Gué-Poisson (actuellement, le Gué-Poisson est un lieu-dit de la commune de Vicq-Exemplet) et abbé commendataire de l'abbaye des Pierres (dont ne subsistent que des vestiges), située près de Sidiailles, de 1546 à 1580, a pu faire réaliser cette statue pour l'abbaye.

### Héraldique
| Blason de Saint-Saturnin | Blason  | Écartelé : au 1er de gueules à la croix alésée d'or, au 2e d'azur au cygne d'argent, au 3e d'azur à deux poissons d'argent nageant contre-nageant l'un sur l'autre, au 4e de gueules à l'arbre de sinople. |
| Blason de Saint-Saturnin | Détails | Créées par M. Claude Pélerin, receveur régional honoraire des Douanes et adoptées en décembre 1990. |

## Tourisme
La commune est traversée par deux sentiers de grande randonnée de pays : 
- le GRP du Berry-Saint-Amandois ;
- le GRP Sur les pas des maîtres sonneurs, dont les tracés sont en partie commun sur Saint-Saturnin.